# مجلس المحتوى الرقمي
مجلس المحتوى الرقمي، هو مجلس تابع لوزارة الاتصالات وتقنية المعلومات في المملكة العربية السعودية، صدر قرار تنظيمه في 28 سبتمبر 2021، وجرى تكوينه بالشراكة مع عدد من الجهات الحكومية هي: وزارة الإعلام، وزارة الثقافة، وزارة التجارة، وزارة الاستثمار، هيئة الاتصالات وتقنية المعلومات، الهيئة العامة للإعلام المرئي والمسموع، الهيئة السعودية للملكية الفكرية.

## الأهداف
يهدف المجلس إلى رفع نسبة الإيرادات المحتفظ بها داخل الاقتصاد المحلي، إضافة إلى تنمية المواهب المحلية من خلال برامج تأهيلية وتطويرية إلى جانب تحسين التشريعات والأنظمة بشكل يحفز على نمو هذا السوق.

## المبادرات
سيخصص المجلس 36 مبادرة بدعم يصل إلى 4.2 مليارات ريال تستهدف تنمية المحتوى الرقمي، ويركز المجلس على توسيع نسبة المحتوى المحلي وتوفير الوظائف في أربعة أسواق رئيسية هي الفيديو، الصوت، الألعاب الإلكترونية، والإعلانات الرقمية.

## المسارات
يسعى المجلس إلى تنظيم وتفعيل سوق المحتوى الرقمي في المملكة في ثلاثة مسارات أولها تسهيل مشاركة القطاع الخاص ورواد الأعمال في السوق من خلال اللوائح والتنظيمات وحقوق الملكية الفكرية، ثانيها إيجاد حوكمة متكاملة تحفز على التوسع والنمو وتشجع على الابتكار، إلى جانب تحفيز سوق المحتوى الرقمي وجذب الاستثمارات، وثالثها تطوير البنية التحتية للمحتوى الرقمي.